# サトラレ
『サトラレ』は、佐藤マコトによる日本の漫画。『モーニング新マグナム増刊』（講談社）にて、1999年No.11に掲載された後、2000年No.12から連載が開始。誌名が『イブニング』に変更されてからも2005年1号まで連載が続いた。その後『サトラレneo』として同誌に2005年22号から2006年21号まで連載されたが、未完のまま連載終了。単行本は『サトラレ』全8巻、『サトラレneo』全2巻。『コミックDAYS』（同社）にて『サトラレ〜嘘つきたちの憂鬱〜』（作者：伊鳴優子）が2018年5月17日から2019年10月3日まで連載された。精神科医のゆうきゆうによる「セクシーサトラレ学」という解説本も刊行されている。
「サトラレ」とは、あらゆる思考が思念波となって周囲に伝播してしまう症状を示す架空の病名またはその患者をさす。正式名称は「先天性R型脳梁変性症」。サトラレは、例外なく国益に関わるほどの天才であるが、本人に告知すれば全ての思考を周囲に知られる苦痛から精神崩壊を招いてしまうため、日本ではサトラレ対策委員会なる組織が保護している。また、作品中にはサトラレの思考を感知できない「サトレズ」という体質の人間や、自分をサトラレと思い込んでノイローゼになる人間も存在する。
2001年には映画化された（監督：本広克行、出演：安藤政信、鈴木京香）ほか、2002年にはテレビ朝日・木曜ドラマでテレビドラマ化（主演：鶴田真由、オダギリジョー）もされた。

## 登場人物

### サトラレ
西山幸夫〈享年28〉
一見ボケッとした印象のさえない青年。しかし、サトラレ達の中でも随一の頭脳（IQ200以上）の持ち主で、強い刺激を受けると思念波が半径30km以上になることもある。通常思念波62メートル。研究に関しては集中力があるが、平時はそうでもなく、あからさまなSPにも気づかない。エロもまじめさも持ち合わせ、白木重文いわく「実に人間らしい素直な好青年」。
25歳の時にサトラレ対策委員会の小松洋子と恋愛結婚し長女・光を授かるが、光もサトラレだった。サトラレ同士の接触はお互いにサトラレであることを伝えてしまうため、委員会により自覚のないまま引き離される。しかし、ある偶然から光と接触してしまい、自分と娘がサトラレであることを知ってしまう。
専攻は量子物理学。核融合発電実用化への目処をつけたが、そのために石油燃料に拘る組織から銃撃される。死の間際に自らの研究の全てと家族への思いを思念波で光（当時3歳）に伝え（パーフェクトコミュニケーション）、死亡した。左利き。
西山光〈赤ちゃん→3歳→18歳〉
西山幸夫と小松洋子の間に生まれた娘。通常時の思念波が半径1km以上におよぶため、警備体制の変更をもたらした。第1声は「ママは私よりカニが好き」。
父から核融合発電の研究を引き継いでいる。3歳の時に父との接触により、サトラレであることを自覚している。幸夫の死後は白木が用意した孤島に母と二人で暮らしているため、他人との主な交流手段はチャット。
続編のサトラレneoでは、18歳になった彼女を中心に話が進む。neo第1話ではチャットで大槻翔と連携し、誘拐事件の解決に貢献した。
白木重文〈34歳→46歳→61歳〉
日本で二番目に確認されたサトラレ。サトラレであることを周りから揶揄され続けたため、重度の心的外傷を抱える。
サトラレ保護法の立案に参加し、同法成立後は南海の孤島で一人暮らしをしている。34歳の時、漂流したフィンを保護・教育し、裕福な知人に預けた。
白木が中学生だった時、唯一茶化さなかった片桐りんの父が、りんの事で悩んだ際は快く相談に応じ、アドバイスをしている。
島内の情報端末を使って会社を経営しており、その事業を通して他のサトラレ達を影で援助している。西山幸夫とは直接の面識は無いが、彼の好青年さに親しみを抱き、彼亡き後は西山母娘のために孤島を用意する。左利き。
木村浩〈赤ちゃん→6歳→10歳→11歳→27歳〉
“サトラレの里”で育てられた子供。里見健一との接触から偶然に自分がサトラレであることを知ってしまい、白木が住む島へやって来る。当初は白木に反発するが、彼の苦悩を理解し、後に友人となる。山田教授に殺されかけるが、雪崩発生のため、山田教授が浩を発信機代わりに利用し生き延びる。
普段はシニカルだが、根は純情。neoでは生物学を専攻。古賀仁から核融合研究を盗む。サトラレと人間との共生を模索する。小学生のころ（10歳）からのつきあいとなる川原美咲とは結婚を意識する間柄。光には「浩お兄ちゃん」と慕われている。通常思念波30メートル。
里見健一〈20歳→29歳→47歳〉
臨床医。守秘義務のある臨床医から研究医になるように、サトラレ対策委員会から再三（見えざる）圧力を受けていたが、意志を変えず、臨床医学にこだわり続ける。後にその天才的な技術と思念波による裏表の無さが患者の信頼を集め、名医として成長していく。
両親は既に亡く、祖母と二人暮らしをしている。事故にあい、自身も大怪我の身で同乗の山田教授を治療する。
「サトラレには不向きな職業についている」ということで映画、TVドラマともに中心人物として描かれている。左利き。
片桐りん〈17歳→18歳→19歳→32歳〉
サトラレ保護法成立後、最初に生まれた女性サトラレ。プロ棋士を目指している。
父の同級生だった白木のアドバイスにより、思ったことを何でも素直に口に出すように育てられた。
それ故に、余りにあけすけに物を言うので、普通に娘を持つ父にとっては心配の種となった。ただし、この教育方針は警備上でのリスクが少なくなるため、委員会により推奨されている。
後にプロ棋士になることを諦め、18歳で白木重文のコネで就職。試験雇用中に画期的な船舶GPS装置を開発。24歳で宮本直己名人のお嫁さんになり、環境問題の解決を目標とする。
おまじないやジンクスを信じる乙女。周りに溶け込み、祝福されたサトラレ。
neoでは念願通り、宮本名人と結婚し、世界的な環境問題解決に向けての研究でも順調に成果を上げているが、子宝には恵まれていない。
星野勝美〈36歳→38歳→52歳〉
日本で三番目に見つかったサトラレであり、サトラレ保護法に守られて育った最初のサトラレである。
航空宇宙技術研究の第一人者で、サトラレとしては珍しく社会人としての常識を備えている。周囲への観察力も高く、対策委員会の極秘護衛も苦労している。
26歳の時、サトラレ対策委員会の企画したお見合いパーティーで知り合った元舞台女優と結婚。保護法成立後、最初の既婚者となる。
38歳の時、宇宙開発の実験で爆発事故に巻き込まれ、サトラレの思念波と明晰な頭脳を失う。事故後は対策委員会で元サトラレとして活躍。
大槻翔〈14歳→15歳→31歳〉
正義感が強いが、“正義は力”と考えているため、喧嘩による騒動が絶えない。同級生の沢田美紀に初恋。
neoではアイドル似の高校教師となっている。neo第1話で、西山光とチャットで連携、誘拐事件の解決に貢献した。
椎名由紀〈享年19-20？〉
日本で最初に確認されたサトラレ。天文学を専攻し将来を嘱望されていた。大学2年の時、住んでいたアパートが国光ひろみの火炎瓶が原因で火事になり、子どもを庇って焼死。自殺として処理され、これがサトラレ保護法成立のきっかけとなる。
岩田治郎〈22歳→32歳→33歳→52歳〉
政治家を志すが、守秘義務があるため、サトラレ対策委員会からの圧力で断念。しかし、行政に関わりたいという気持ちが強かったため、M県知事の大場順一に拾われる形でM県土木部都市計画課に配属。33歳で市議会議員当選。
27歳の時に息子・忍が産まれる。サトラレの子はサトラレである懸念から忍は祖父母のもとで育てられ、父親がサトラレであることを理解し秘密にできる年になってから治郎と再会。治郎44歳・忍17歳のときに妻死亡。
neoでは衆議院議員となり、首相首席補佐官を勤める。だが核融合発電の実験事故で息子（25歳）が植物状態になったことを機に、サトラレの高い知能は人類の発展のバランスを崩すと考えるようになる。
川又忠〈24歳〉
両親の交通事故死をきっかけに周りの人間全てを憎むようになってしまったサトラレ。
彼がまき散らす悪意のために周りの人間からは嫌悪され、さらに悪意の伝播（周りの人間が忠と同じ対象に同様の悪意を抱くようになる）まで引き起こす。そして自らの傲慢な考えから、遂に物的証拠を残さない殺人（車のヘッドライトによる蒸発現象を利用し事故を誘発）を犯すに至った。
事の重大さから委員会は、サトラレの思念波と高い知能を奪う手術を山田教授に依頼することになる。
古賀仁〈27歳〉
サトラレノイローゼになった明るく気の強いサトラレ。ふとした瞬間に残虐行為を夢想し、その思念をばらまいてしまうため、サトラレ対策委員会は対処に苦慮している。しかしながら、自分の嗜好・性癖の異様さについては自覚しており、普段の行動は理性的で常識を弁えている。
西山幸夫の論文をきっかけに分子工学を志し、核融合炉研究に不可欠な研究を進めている。サトラレノイローゼ、つまり己がサトラレであり、まき散らす思念から自分の研究成果を奪われるのでは、という疑惑から、記憶を消去する薬やシェルターを使ってまで機密を保持していたが、浩の策によって、当人の記憶に残らぬようにデータを持ち出される。
北島智紀・川中智康〈25歳〉
双子のサトラレ。生後半年でサトラレであることが発覚。すぐに兄の智紀が資産家の北島家に養子に出され、弟の智康はシングルマザーの母と二人暮らしすることになる。
互いの存在をかすかに覚えており、再会を望んでいた。
智紀は養父の跡を継いで会社経営をし、智康は天文学を専攻。
クリスティン・ブラウン
アメリカ人のサトラレ。通称クリス。サトラレであることを告知された後、特別なルール（自分の思ったことはすべてストレートに口に出すこと。上記の片桐りんの育てられ方と似ているが、それをクリス以外のすべての人間が守っている。自覚的なサトラレを擬していると言える）に守られた5000人規模の町で普通に社会生活を送っている。
ロバート・ゲイツ
アメリカ人のサトラレ。結婚していたが、自分がサトラレであることに耐えられず、シェルターに引きこもる。クリス達が接触したときにはすでに死亡していた。死の瞬間まで孤独を貫いたが、最後には告知前の友人達の思い出を抱いていた。もはや思念が出ない以上その行動が如何なる意味を持っていたかは不明。
田中歩〈年齢不明〉
光畑峠にすむ画家サトラレ。食料や画材を補給に人里に降りるのみで、山のアトリエにこもって絵を描いている。過去にサトラレノイローゼにかかったが、テレビに出てくるサトラレノイローゼを見てその思いを恥じ立ち直った。

### サトラレ対策委員会
国光ひろみ〈18-19歳→57歳→72歳〉
サトラレ対策委員会委員長。椎名由紀とは大学の一年後輩に当たる。当時は周囲に流されるまま学生運動に従事していた。製作した火炎瓶を子どもが暴発させアパートが火事に。子供を庇って椎名由紀が死亡後、自らが中心となりサトラレ保護に尽力する。
小松洋子〈年齢不明〉
「西山幸夫から、異性として興味を持たれず、友人として不快感をもたれない女性」として選ばれ、西山の周辺警護に当たっていた。しかし、ある事件がきっかけで相思相愛になり結婚。光をもうける。
ヘリコプターの操縦技能、看護師資格を有している。カニが好き。
木下
科学技術庁からサトラレ対策委員会へ出向してきた官僚。保護対策の現場責任者。後にサトラレに対する告知を検討することとなる。
二ノ宮一家
夫は警備主任で小松の大学の先輩に当たる。かつては小松に恋心を抱いていた。堅物で不器用で、感覚がどこかズレている。
妻の良子も対策委員であり警備担当。国体での優勝経験もある。
二人の間に生まれた幸子は、西山光とほぼ同時期に生まれ、光の代役を務めている。
佐伯
仕事中は黒縁メガネで地味な格好をしているが、実はスタイル抜群の美女。大槻翔が沢田美紀に向ける性意識を自分に変えさせて（成就しない恋）、沢田美紀を守る。
本来、対策委員は出来るだけ目立たないことを義務づけられているが、彼女は本当に必要でないときにも、警備対象者に色目を使うことがあり、対策委員の中では一癖ある人物といえる。
岩田忍〈25歳〉
岩田治郎の息子で父の私設秘書兼警備主任。サトラレでないがIQ180の天才であり、大学時代はラグビー部の主将として日本一になったこともある。
大場は自分の後釜に指名しようと考えている。核融合実験で植物状態になり、父・治郎の「サトラレと人間は相容れない」理論のきっかけとなる。

### サトラレの関係者
山田一郎〈46歳→59歳〉
脳神経外科の権威でサトラレの研究をしているが、同時に嫌悪感を抱いている。
「サトラレは人間ではない」が持論で、サトラレをモルモットのように扱い、研究用の死体を手に入れるため何度もサトラレを殺害しようとした（木村浩を殺そうとしたり、白木重文に10倍精神安定剤を飲ませようとしたり、里見健一に向精神薬を飲ませようとした）。星野が事故でサトラレの特性を失ったことから、サトラレを常人にする手術を立案する。
研究者のみならず、外科医としても優秀。
後に里見に命を救われ、サトラレにも愛すべき部分があるとして、星野と共にサトラレの未来を模索するようになる。
宮本直己〈年齢不明〉
将棋の名人。片桐りんの引退戦の相手を務めた事をきっかけに、付合うようになり、りん24歳の時に結婚。
心中を見抜くなど卓越した洞察力は盤上以外でも発揮する。結婚8年だが子どもはいない。
片桐父
片桐りんの父。道場主。下の名前は不明。
白木重文の中学時代の同級生で、白木を茶化さなかった数少ない人物。
娘の恋愛問題が持ち上がると、体重を大幅に減らしてしまうほど悩む。
幼少の時に、山火事にあう。
片桐清子〈81歳〉
片桐りんの父方の祖母。道場主。
実は50年以上、子や孫にも隠し続けた秘密がある（山火事で片桐父をかばい後頭下部にケロイド火傷を負う）。
光夫
木村浩の同級生。ガキ大将体質の光夫とシニカルな浩はよく衝突したが、その内、最高の遊び仲間となる。
浩が島へ行った後も、電話で連絡を取り合い、neoでもつきあいが続いている。
フィン
1990年、偽造パスポートを利用して密入国しようとしていたが遭難し、白木（当時34歳）が住む島に漂着した異国の少女。当初は言葉が通じなかったが、彼女が明晰な頭脳の持ち主であったことや、思念波を介して会話の内容を理解出来たこともあり、短期間で日本語を習得した。
後に白木の伝手で、ある名家に養女として迎えられる。
川原美咲〈11歳→12歳→28歳〉
木村浩の初恋の相手で一歳年上。白木の島に近い港町に住んでいる。
心臓が弱く、すぐに息切れをする。父を早くに亡くし、母は男と家を出たため、飲んだくれの祖父と二人暮らし。
サトラレneoでは「森川みさき」という名義で小説家をしている。作家への登竜門的な芦田川賞を受賞。月に一度、どんなに忙しくても必ずデートをし、その際は思ったことを率直に言葉にするよう心がけている。
（初登場話では河原美咲となっている。）
東上
“サトラレの町”で生まれ育った“サトレズ”の青年。実際にサトラレと接触する機会のある人が圧倒的に少ない上、自己申告以外ではサトレズの発見は難しい。そのためサトラレ対策委員会は東上を特別国家公務員として雇用し、実験に参加させ続けている。
2重勾配の錯覚を見抜くなど観察眼が優れ、サトラレの思念に引き込まれないため、トラブルを解決することもある。
大場順一〈41歳→42歳→61歳〉
M県知事。政治の世界から遠ざけられようとしていた岩田治郎を県職員として受け入れる。
嘘のつけない岩田を利用して自らの人気取りに利用する野心家。
汚職事件で窮地に追いやられるも、サトラレneoでは目論み通り内閣総理大臣となり、核融合発電で世界をリードしようとする。
立花雄介
サトラレを主な取材対象とする記者。サトラレ保護法のため、書いた記事が掲載されることは少ないが、作中では二度大きなスクープ（大場順一の賄賂汚職事件・西山光の存在発見）を発表している。

## サトラレ対策委員会
先天性R型脳梁変性症患者（通称サトラレ）の保護並びに保全および国益の能率的な接収を目的とする日本政府の架空の独立機関。
命令系統は内閣総理大臣直属。普段は官房長官の直轄下に置かれる。職員は政府の保護専門特別職。委員長は特命対策担当閣僚一名。委員は科学者、医学者、有識者、閣僚、政治家、軍関係者から構成。通常国益に能率的に利用する為、国家機関の職員として常勤させるよう対象者に対して折衝を持ちかける。委員会の執行組織として事務総局が設置されている。さらに、自衛隊は当委員会に協力する役目を負う。

### 予算
国家予算として税金から賄う。しかし、超法規的措置により、他の国家機関から独立した特別予算枠による国家特命任務活動予算手続きを通過した上での資金でなければならない。

### 組織
- 委員長（閣僚）
- 各委員
- 有識者審理会
- 事務総局
  - 保護防護局
  - 保護警護局
  - 保護支援局
  - 社会援護局
  - サトラレ情報局

### 権限
- 先天性R型脳梁変性症患者（以下・対象者）を保護する上では、当委員会ならびにその執行組織は、通常の法規を逸脱する超法規的措置を独断で発動することが出来る。
- 保護対象者の健全なる警護任務の遂行を執行する上でその必要があると認められる場合は自衛隊および警察の協力出動を要請することが出来る。
- 国益の円滑なる接収の為に、保護対象者への情報工作をする権限を有す。
- 国益の円滑なる接収の為に、保護対象者の進路を当委員会で決定する権限を有す。
- 国益の円滑なる接収の為に、各国家機関、各自治体、各民間企業に対象者雇用受け入れを要請し、半ば強制的に承諾させる権限を有す。

## 先天性R型脳梁変性症患者保護法
- 通称：サトラレ保護法
- 1979年成立
- サトラレ本人にサトラレであることを故意に告知した場合、七年以上の実刑に処せられる。
- 互いの能力で自分がサトラレである事を知ってしまうため、サトラレ同士を引き合わせることを禁止している。

## 映画
2001年3月に『サトラレ TRIBUTE to a SAD GENIUS』の題名で公開された。共に『踊る大捜査線』を手がけたROBOTの制作、本広克行の監督による。また、日本テレビとスタジオジブリの一部門スタジオカジノが製作に参加している。

### キャスト
- 里見健一 - 安藤政信
- 小松洋子 - 鈴木京香
- 川上めぐみ - 内山理名
- 白木重文 - 松重豊
- 岡持勝則 - 小木茂光
- 吉村伸江 - 深浦加奈子
- 青木順也 - 田中要次
- 本間秀幸 - 半海一晃
- 遠藤常友 - 川端竜太
- 高橋 - 村井克行
- よっぱらい - 鈴木一功
- 安場史郎 - 武野功雄
- 患者 - 平賀雅臣
- 三田祐介 - 田中龍（子役の田中龍とは別人）
- 特能保全委員会 - 甲本雅裕
- ヘリのパイロット - 高杉亘
- 特能保全委員会厚生省 - 村松克己
- 特能保全委員会文部省 - 石井愃一
- 特能保全委員会警視庁 - 重松収
- 市橋秀子 - 渡辺康子
- 村山富子 - 円城寺あや
- 町田敏枝 - 大島蓉子
- 防衛庁長官 - 須永慶
- 自衛隊隊員 - 飯田基祐
- 自衛隊隊長 - 山下真広
- 国光博一 - 小野武彦
- 患者 - 森下能幸
- 竹村昭次 - 黒部進
- 近衛栄介 - 藤木悠
- 田崎修 - 高松英郎
- 東隆之 - 寺尾聰
- 里見キヨ - 八千草薫
- 中根徹、小柳友貴美、東風平千香、大森南朋、山中聡、藤谷みき、北山雅康、川屋せっちん ほか

### スタッフ
- 監督 - 本広克行（ROBOT）
- 原作 - 佐藤マコト（講談社刊「隔週刊イブニング」連載）
- 脚本 - 戸田山雅司
- 音楽 - 渡辺俊幸
- 主題歌 - 藤原ヒロシ + 大沢伸一 feat. クリスタル・ケイ「LOST CHILD」[4]
- デジタル光学録音 - 西尾昇
- 監督補 - 羽住英一郎
- 助監督 - 武正晴、河合勇人、ちと瀬千比呂
- VFX - 白組、IMAGICA、ROBOT
- 医療総監修 - 堤邦彦
- 手術監修 - 西山直久、設楽敦子、布施友里恵
- 看護監修 - 石田喜代美、光永幸代
- キャラクターデザイン - 岡崎能士
- プロデューサー - 奥田誠治、井上健、堀部徹、安藤親広
- 製作 - サトラレ対策委員会（日本テレビ放送網、ROBOT、スタジオカジノ、東宝、博報堂）
- 特別協賛 - TRIBUTE link.（マツダ、タケオキクチ、ソニー・ミュージックエンタテインメント）

### 備考
- 「岐阜県のほぼ真ん中に位置する奥美濃町」という架空の町を舞台としており、実際のロケも岐阜県のほぼ真ん中に位置する八幡町 （現在の郡上市）を中心に行なわれた。
- この映画はマツダ・トリビュートの異業種プロジェクト「tributelink」の一環として行われ、サントラ盤もソニー・ミュージックエンタテインメントのレーベル「tributelink」からリリースされた。
- キャッチフレーズは「君はコノすべてを、サ・ト・レ・ル、か…？」

## テレビドラマ
2002年7月4日から9月12日まで毎週木曜日21:00 - 21:54に、テレビ朝日系の「木曜ドラマ」枠で放送された。主演は鶴田真由とオダギリジョー。

### あらすじ
外科医の里見健一はサトラレである。彼の同僚の医師や看護師、患者などを通じて話は展開していく。

### キャスト（テレビドラマ）

#### 主要人物
星野法子〈30〉
演 - 鶴田真由
東京の病院から青葉市立病院に赴任してきた病理医。里見を迷惑がりながらも、何かと手助けする心優しい人物。悲惨な恋愛経験を持つ。里見の心の声に何かと反応しやすく中田から要注意人物扱いされている。実は青葉市立病院に赴任する前から里見と会っている。
里見健一〈27〉
演 - オダギリジョー
青葉市立病院の外科医。サトラレと呼ばれる特殊な能力の持ち主で医師としての知識に長けている天才。優しくて思いやりのある性格で当初はめぐみに思いを寄せるも、次第に何かと自分を助けてくれる法子を好きになる。

#### 青葉市立病院

##### 外科医
吉川俊介〈27〉
演 - 佐々木蔵之介
里見の同期の外科医。プライドが高く自分より優れている里見を内々苦々しく思っている。飲み物を飲むときに小指を立てる癖がある。めぐみと恋人のフリといいながら実はめぐみのことが好きである。
佐伯伸二〈46〉
演 - 佐戸井けん太
里見直属の上司である外科部長。ひょうひょうとした物腰でとらえどころのない人物。
工藤和彦〈40〉
演 - 光石研
外科医で、山岡院長の甥。自分の出世のためには有能な里見が邪魔だと、里見追放を常に画策している。仕事場でも院長を「おじさん」と呼んでいる（そのたびにおじさんはやめなさいと注意される）。

##### 看護師
松村加奈〈25〉
演 - 畑野浩子
法子の友人で、里見の同僚看護師。法子を青葉市立病院に誘った人物。
伊藤恵子〈23〉
演 - 初音映莉子
吉川に思いを寄せる看護師。吉川の敵=自分の敵という純粋な考えを持ち、里見追放に協力する。かなりのぶりっ子で水沢からよく制裁を受ける。
水沢秀子〈33〉
演 - 猫背椿
ナース主任。病院業務に支障をきたすサトラレは不要とばかりに、里見追放を主張する。里見からはおたふくみたいですと心の声でつぶやかれる。密かに佐伯に思いを寄せている。
看護師
演 - 荻野恵理、相沢紗世
田中圭子
演 - 田口寛子
看護師。

##### 病院関係者
川上めぐみ〈24〉
演 - 小池栄子
里見が密かに（当然周りは分かっているが）思いを寄せる研修医。里見を諦めさせる為、吉川と恋人のフリをする。
久保田
演 - 小林すすむ
患者
演 - 大森ヒロシ、三浦義徳
上記3名は青葉市立病院の患者。工藤や吉川の画策に何かと協力する。休憩スペースでよくトランプをしている。
山岡豊〈58〉
演 - 北村総一朗
青葉市立病院の院長。サトラレ保護の助成金を貰っておきながら、裏で里見追放運動を進めている。里見からはタヌキと心の声で罵られる（その際周りは必死に笑いをこらえている）。

#### サトラレ対策委員会（テレビドラマ）
中田千春〈27〉
演 - 神田うの
サトラレ対策委員。里見を担当して約5年になる。里見に特別な感情を抱いているも立場上気持ちを押し殺している。
藤堂悟史〈42〉
演 - 杉本哲太
サトラレ対策委員会主任。表向きには青葉市役所の保健課に所属。日々、里見を警護をしている。密かに弘子に気がある様子。

#### その他
里見弘子〈48〉
演 - 風吹ジュン
健一の母。夫の死後、女手一つで彼を育ててきた。小料理屋「さとみ」を営むかたわら、昼間は老人介護のボランティアをしている。相手が勘違いをしても、自分が謝れば丸く収まると考えるなど、自己犠牲の優しさをもっている。

#### ゲスト

##### 第2話
法子の元カレ
演 - 津田寛治
法子と不倫関係にあったが、現在は別の若い女と不倫関係にある。

##### 第5話
矢沢良介
演 - 東幹久
宇宙開発機構勤務。里見と同じサトラレ。
矢沢珠子
演 - 筒井真理子
矢沢の妻（職場結婚）。現在も同じ会社に勤務。

##### 第6話
田淵
演 - 川端竜太
加奈の恋人で青葉市立病院の医者。

##### 第7話
星野伸介
演 - 平泉成
法子の父親。
津村
演 - 林泰文
法子のお見合い相手。商社に勤めるエリート。

##### 最終話
白木重文
演 - 升毅
サトラレ。

### スタッフ（テレビドラマ）
- 原作 - 佐藤マコト（講談社刊「隔週刊イブニング」連載）
- 脚本 - 尾崎将也、吉田玲子
- 音楽 - 大島ミチル
- 演出 - 高丸雅隆（フリー）、塚本連平、田村直己（テレビ朝日）
- 主題歌 - GLAY「逢いたい気持ち」[5]（東芝EMI）
- ナレーション - 中村正
- 原案協力 - 村田俊明、中塚康博、千葉泰久（講談社「隔週刊イブニング」編集部）
- アクションコーディネート - 釼持誠
- チーフプロデューサー - 黒田徹也（テレビ朝日）
- プロデューサー - 横地郁英（テレビ朝日）、遠田孝一 (MMJ)
- 製作 - テレビ朝日、MMJ

### 放送日程
| 各話                                                           | 放送日        | サブタイトル                    | 脚本     | 演出     | 視聴率 |
| -------------------------------------------------------------- | ------------- | ------------------------------- | -------- | -------- | ------ |
| 第1話                                                          | 2002年7月04日 | 彼の心…透明                     | 尾崎将也 | 高丸雅隆 | 09.4%  |
| 第2話                                                          | 2002年7月11日 | 100%失恋彼は恋できない          | 吉田玲子 | 高丸雅隆 | 09.2%  |
| 第3話                                                          | 2002年7月18日 | 一番迷惑なプレゼント            | 尾崎将也 | 塚本連平 | 07.1%  |
| 第4話                                                          | 2002年7月25日 | 意識不明!!奇跡おこす…心の声     | 吉田玲子 | 塚本連平 | 09.9%  |
| 第5話                                                          | 2002年8月01日 | 危険!!新たなサトラレ…大接近     | 尾崎将也 | 高丸雅隆 | 08.5%  |
| 第6話                                                          | 2002年8月08日 | 赤ちゃんはオレが育てる!!        | 吉田玲子 | 田村直己 | 07.4%  |
| 第7話                                                          | 2002年8月15日 | （秘）お見合い心の声に…父激怒!! | 尾崎将也 | 塚本連平 | 08.5%  |
| 第8話                                                          | 2002年8月22日 | 最後の夜!!母さん…死なないで     | 吉田玲子 | 高丸雅隆 | 08.8%  |
| 第9話                                                          | 2002年9月05日 | 母の手術!!天才が…奇跡を？       | 尾崎将也 | 塚本連平 | 08.2%  |
| 最終話                                                         | 2002年9月12日 | 最終回!!オレは…サトラレ!?       | 吉田玲子 | 高丸雅隆 | 11.5%  |
| 平均視聴率 8.85%（視聴率はビデオリサーチ調べ、関東地区・世帯） |               |                                 |          |          |        |

### 映像ソフト
- 2002年にVHS、DVD共に全5巻で発売されている。

### 備考（テレビドラマ）
- 乳児用おむつに、提供スポンサーである花王の「メリーズ」ではなく、なぜか王子ネピアの「ドレミ」を使用していた。
- 本放送終了後の2005年12月25日から12月28日まで深夜3時から4時台に全10話の再放送がされた。
- 2001年10月の『最後の家族』以来、本放送直前に別途放送された番宣枠は本作を以て、2022年1月開始の『となりのチカラ』番宣枠『このあととなりのチカラ』まで19年3ヶ月中断する（更に関東ローカルとして放送）。

| テレビ朝日系 木曜ドラマ                    | テレビ朝日系 木曜ドラマ             | テレビ朝日系 木曜ドラマ                               |
| 前番組                                     | 番組名                              | 次番組                                                |
| ------------------------------------------ | ----------------------------------- | ----------------------------------------------------- |
| 眠れぬ夜を抱いて （2002.4.11 - 2002.6.27） | サトラレ （2002.7.4 - 2002.9.12）   | 逮捕しちゃうぞ （2002.10.17 - 2002.12.12）            |
| テレビ朝日 木曜20:54 - 21:00枠             |                                     |                                                       |
| このあと眠れぬ夜を抱いて                   | このあとサトラレ 【ここまで番宣枠】 | TOKYOサブリナ ※20:54 - 20:57都のかほり ※20:57 - 21:00 |

## 朗読劇

### 清月エンターテイメント主催
清月エンターテイメント主催の作品としては、西山幸夫の場合と、Qの系譜×サトラレneo とがある。

#### 朗読劇「サトラレ〜西山幸夫の場合〜」（清月エンターテイメント版）
原作：佐藤マコト、脚本・演出：貞方祥、音楽：榎本英彦
- 2018年6月9日・10日に、三鷹RIスタジオにて6公演を上演[6]。AチームとBチームの2チーム制で回替わり。
- 2018年10月14日に、三鷹RIスタジオで3公演を上演[7]。再演の要望を受けての追加公演。マンガアテレコライブ「サトラレ・サトラレに向かない職業」が同時上演。

キャスト（初演・Aチーム）
- 神山賢士
- 小田峻平
- 天ノ崎稜奈
- ほのか
- 大田星蘭
- 楠本有佳子
- 花田稜麻
- 熊野真修
- 武岡宏樹
- 皮みよん
- 横田駿
- 中村那美
- 永山愛翔
- 藤﨑アンナ
- 高倉裕貴
- 山﨑健人
- 猪子将
- 長峰ありさ

キャスト（初演・Bチーム）
- 神山賢士
- 小田峻平
- 天ノ崎稜奈
- ほのか
- 中条智世
- 楠本有佳子
- 花田稜麻
- 熊野真修
- 武岡宏樹
- 三崎優華
- 横田駿
- 橋本美穂
- 永山愛翔
- 枦場文香
- 奈良崎晃隆
- 池本拓真
- 北島匠
- 後藤智香

キャスト（追加公演）
- 小松洋子 - 天ノ崎稜奈
- 西山幸夫 - 神山賢士
- 西山の思念波 - 小田峻平
- 西山光（３歳） - 楠本有佳子
- 西山光（18歳）／３歳の光の思念波 - 藤﨑アンナ
- 川上めぐみ - 大坪奈津子
- めぐみの恋人・東野 - 神崎亨
- 国光委員長 - 綴木凌
- 木下局長 - 花村稜麻
- 池田局長 - 橋本美穂
- 二ノ宮警護員／暗殺者ジャン - 奈良崎晃隆
- 佐伯警護員／研究員・メイサ／18歳の光の思念波 - 長峰ありさ
- 社長ファイザル - 坪井祥真
- 秘書ミシェル - 三崎優華
- 石田所長 - 足立篤史
- 研究員・一ノ瀬 - 長谷川成実
- 研究員・生田 - 文倉香
- 研究員・懸 - 瀬尾えりな

キャスト（マンガアテレコライブ）
- 里見健一 - 綴木凌
- 里見の思念波 - 足立篤史
- 指導医・東先生 - 坪井祥真
- 里見キヨ - 小原誉子
- ナレーション - 瀬尾えりな
- 国光委員長／患者 - →小田峻平
- 木下局長／研修医・石川 - 花田稜麻
- ナース - 長谷川成実
- 女性SP／患者の妻 - 文倉香

#### 朗読劇「Qの系譜×サトラレneo」
原作・監修：佐藤マコト、脚本・演出：古賀司照
- 2019年10月26日・27日に、三鷹RIスタジオにて6公演を上演[8]。原作者の同じ作品「Qの系譜」と「サトラレneo」をコラボさせたオリジナル朗読劇。AチームとBチームの2チーム制で回替わり。
- 初演後も、再演が何度か予定された（「Qの系譜×サトラレneo 2020」として2020年7月24日 - 26日[9]、「Qの系譜×サトラレneo 2021」として2021年7月30日 - 8月1日[10]、「Qの系譜×サトラレneo 2022」として2022年2月18日 - 20日[11]）が新型コロナウィルス感染症流行の影響で中止になっている。

キャスト（Aチーム）
- 足立篤史
- あやの空
- 石井祥平
- 大江弥麻人
- 大原実紗
- 北村妃菜実
- 新貝友紀乃
- 角谷知樹
- 髙栖万季
- 前田萌香
- まさみ
- 眞白麻未
- 舞広茉子
- 三村優也
- 宮本隆弘
- 横田駿
- 吉村奈菜

キャスト（Bチーム）
- 磯貝りん
- 一護大福
- 金橋明加理
- 後藤亜蘭
- 知花拓真
- 外岡すみほ
- 永井け〜た
- 中山祐一郎
- 鳴瀬実花
- 馬場敬太郎
- 平島綾太郎
- 前田萌香
- 松尾美羽
- 松本麻梨香
- 横田駿
- 吉村まみ

#### 朗読劇「名探偵サトラレー復讐と秘密の暗号ー」
原作：佐藤マコト、脚本・演出：歳岡孝士
- 2024年5月15日・19日に、三鷹RIスタジオにて10公演を上演[12]。オリジナル脚本による作品。AチームとBチームの2チーム制で回替わり。

キャスト（Aチーム）
- 古原靖久
- 橋本侑季
- 半井小絵
- まさみ
- 山本千晴
- プリマ・リエ
- 上杉輝（TOKYO流星群）
- 新田毅
- 肥後マコト
- 筒井巧
- ブッチー武者

キャスト（Bチーム）
- 笠原紳司
- 夏葵
- 遠山景織子
- 遠藤巧磨
- 水野伽奈子
- パセリ
- 辻創太郎
- 岩田浩一
- 瀬央みつき
- 中村容子
- 渡辺克己

### M-SMILE主催

#### キミに贈る朗読会「サトラレ～the reading～」
原作：佐藤マコト、脚本・演出：大部恭平

朗読会にはA公演とB公演の2パターンがあり、各回で2つのストーリーが披露される。キャストは同じだが配役はA公演・B公演の回替わり。
- 2020年12月12日・13日に、MsmileBOX 渋谷にて6公演が上演[13]。全て女性キャスト。
- 2021年2月13日・14日に、MsmileBOX 渋谷にて6公演を上演[14]。全て女性キャスト。
- 2021年3月27日・28日に、MsmileBOX 渋谷にて6公演を上演[15]。本公演のみ全て男性キャスト。
- 2021年4月10日・11日に、MsmileBOX 渋谷にて6公演を上演[16]。全て女性キャスト。
- 2021年7月3日・4日に、MsmileBOX 渋谷にて6公演を上演[17]。全て女性キャスト。
- 2021年8月28日・29日に、MsmileBOX 渋谷にて6公演を上演[18]。全て女性キャスト。
- 2021年9月11日・12日に、MsmileBOX 渋谷にて6公演を上演[19]。全て女性キャスト。
- 2021年10月9日・10日に、MsmileBOX 渋谷にて6公演を上演[20]。全て女性キャスト。
- 2021年11月20日・21日に、MsmileBOX 渋谷にて6公演を上演[21]。全て女性キャスト。
- 2021年12月18日・19日に、MsmileBOX 渋谷にて6公演を上演[22]。本公演のみ男女混合キャスト。
- 2022年2月26日・27日に、MsmileBOX 渋谷にて6公演を上演[23]。全て女性キャスト。
- 2022年9月3日・4日に、MsmileBOX 渋谷にて6公演を上演[24][25]。全て女性キャスト。

キャスト（2020年12月）
- 永井真里子
- 中島唯
- 東城咲耶子
- 宮ノ尾美友
- 中根もにゃ
- 木下望（STARMARIE）
- 結木さくら
- 今泉怜
- そよん
- 尾崎礼香
- なりた雛糸
- 浜田あさみ

キャスト（2021年2月）
- 遠藤瑠香
- 結木さくら
- 中島唯
- 稲葉麻由子
- 北原知奈
- 髙橋麻里
- 柏木しいな
- 宮ノ尾美友
- 錦織めぐみ
- 永友春菜
- 芦澤佳純
- なりた雛糸

キャスト（2021年3月）
- 竹中凌平
- 氏家蓮
- 土屋翔
- 笹翼（27日のみ）
- 鈴木祐大（28日のみ）
- 堀江一眞

キャスト（2021年4月）
- 東城咲耶子
- 三村遙佳
- 結木さくら
- 木下望
- 愛野えり
- 宮ノ尾美友
- 中島唯
- 髙橋麻里
- 永友春菜
- 桜町たろ
- 田中音緒
- 片瀬美月

キャスト（2021年7月）
- 安齋由香里
- 田嶌紗蘭
- 久保田梨沙
- 深川瑠華
- 髙橋麻里
- 田中音緒
- 堀場美希

キャスト（2021年8月）
- 遠藤瑠香
- 結木さくら
- 木下望（STARMARIE）
- 中島唯
- 東城咲耶子
- 菅野真衣
- 田中音緒
- 渡瀬結月
- 立石凛
- 麻弥（STARMARIE）
- 愛野えり
- 桜町たろ

キャスト（2021年9月）
- 吉岡茉祐
- 山口立花子（11日のみ）
- 杜野まこ（12日のみ）
- 田嶌紗蘭
- のぐちゆり
- 森千早都
- 石丸千賀

キャスト（2021年10月）
- 飯塚麻結
- 田中音緒
- 千春
- 社本悠
- 杜野まこ（9日のみ）
- 山口立花子（10日のみ）
- 月城莉奈

キャスト（2021年11月）
- 結木さくら
- 仲谷明香
- 中島唯
- 東城咲耶子
- 桜町たろ
- 一村すみれ

キャスト（2021年12月）
- 堀江一眞
- 笹翼
- 新井將
- 結木さくら
- 渡瀬結月
- 藤井彩加

キャスト（2022年2月）
- 三村遙佳
- 各務華梨
- 原奈津子
- 涼本奈緒
- 篠田みなみ
- 真野あゆみ

キャスト（2022年9月）
- 三村遙佳
- 田嶌紗蘭
- 涼本奈緒
- 原奈津子
- 森岡悠
- 藤井彩加

### SHOWMAN’S主催

#### 朗読劇「サトラレ〜西山幸夫の場合〜」（SHOWMAN’S版）
原作：佐藤マコト、脚本・演出：貞方祥、音楽：榎本英彦

2022年8月20日・21日に、六本木 CLUB EDGEにて4公演を上演。主催のSHOWMAN’Sは以前、清月エンターテイメント主催の朗読劇の協力としてクレジットされていて、本公演は脚本・演出や音楽といったスタッフが一部引き継がれている。
キャスト
- 西山幸夫 - 泰勇気
- 小松洋子 - 君島光輝
- 西山光 - 新田ほのか
- 二ノ宮警護員／縣研究員 - 林寛太郎
- 川上めぐみ／生田研究員 - 尾川楓
- 国光委員長／石田所長  - 多田竜也
- 池田局長／一ノ瀬研究員 - 葉月小陽
- ファイザル - 稲垣杏橘
- ミシェル／看護師 - 美坂朱音

## 舞台

### SHOWMAN'S主催

#### 舞台版サトラレ 〜西山幸夫の場合〜
2018年2月28日から3月4日まで新宿ALTA THEATER（旧スタジオアルタ）にて8公演を上演。ストーリーは西山幸夫と西山家の物語を中心に『サトラレ』と『サトラレneo』より採っている。

##### キャスト（舞台2018）
役名に2名併記されている場合はダブルキャスト。
- 西山幸夫 - 北村悠
- 小松洋子 - 今出舞
- 西山光（18歳） - 副島美咲
- 西山光（3歳） - ほのか

- 川上めぐみ - 柳瀬早紀
- めぐみの恋人・東野 - 山村侑己

石油利権企業
- 社長ファイザル - くまかつみ
- 秘書ミシェル - まさみ
- 暗殺者ジャン - アレス、大葉健二（友情出演）

サトラレ対策委員会
- 国光委員長 - 渡洋史（特別出演）
- 木下局長 - 松川貴則
- 池田局長 - 麻衣阿
- 二ノ宮警護員 - 渡辺隆行
- 佐伯警護員 - 針谷早織、堀内玲

HEA研究所
- : 石田所長 - 山口龍海、古賀司照
- : 研究員・一ノ瀬 - 永久里史、小田峻平
- : 研究員・生田 - 神山賢士、中村太郎
- : 研究員・縣 - 吉田園子、美月ひな
- : 研究員・メイサ - 叶絵里奈、市川琴葉

##### スタッフ（舞台2018）
- 原作：佐藤マコト
- 作・演出：貞方祥
- 映像：坂内友樹
- 音楽：榎本英彦（muse the staff）
- 振付：加藤紗希

- 舞台監督：木川達也
- 照明：松本雅文（ライトスタッフ）
- 音響：田島誠治（Sound Gimmick）
- 衣装：神谷侑希
- へアメイク：鎌田真理子（orange）
- 宣伝写真：田渕悟（Maybe Tomorrow）、渡邊清一（IProgress）
- 宣伝デザイン：HAO（earth Japan SOFT）
- ビデオ撮影：粕谷晃司（かすや舞台記録）、高野徹
- 録音：アルカディア・プロジェクト
- 票券協力：ロングランプランニング
- 制作協力：後藤由香里・済賀未央（TEAM#BISCO）

- 企画：清月エンターテイメント

- 協力：ALTA THEATER、一般社団法人日本2.5次元ミュージカル協会、.yell plus

### M-SMILE主催

#### サトラレthe Stage
2020年8月13日から16日までブディストホールにて予定されていたが、こちらは新型コロナウィルス感染症の流行の影響で中止になった。舞台版オリジナルストーリーが展開予定だった。

#### Satorare〜キミに届く、心の声〜
2022年7月21日から24日までシアターグリーン BOX in BOX THEATERにて7公演を上演。里見健一と小松洋子を中心とした内容。

##### キャスト（舞台2022）
- 氏家蓮
- 井尻晏菜
- 萩原成哉
- 田中彪
- 杉本愛莉鈴
- 橘ひと美
- 片瀬成美
- 小島ことり
- 各務華梨
- 桜町たろ
- 宮ノ尾美友
- tamico.
- 真田真帆
- 図師光博
- 堀江一眞(心の声/ナレーション)

##### スタッフ（舞台2022）
- 原作：佐藤マコト
- 脚本・演出：大部恭平（おぶちゃ）

## 謎解きイベント
2018年8月25日から8月26日まで作中規則に因んだ『サトラレにサトラレとサトラレてはいけない』のタイトルで日暮里サニーホールにて6公演。主催はPROJECT LOCK。公演型の体感型謎解きイベント。